# Oni Lattin
Oni Ayanna Lattin (Houston, 12 dicembre 1991) è una pallavolista statunitense, centrale del Sens.

## Carriera

### Club
La carriera di Oni Lattin inizia nei tornei scolastici texani, giocando con la Bellaire HS. Dopo il diploma gioca a livello universitario, partecipando alla NCAA Division I dal 2010 al 2011 con la San Diego State, saltando tuttavia la prima stagione; in seguito si trasferisce per un anno nella NJCAA Division I col San Jacinto College e poi nella NCAA Division II con la CSU-Pueblo dal 2014 al 2015, dove conclude la sua carriera universitaria.
Nella stagione 2016-17 firma il suo primo contratto professionistico nella Elitserien svedese con l'Örebro, mentre nella stagione seguente gioca nella Lentopallon Mestaruusliiga finlandese con il Kangasala. Nel campionato 2018-19 gioca per il Sens, nella divisione cadetta francese, mentre nel campionato seguente approda al Chamalières, in Ligue A, dove gioca anche nella stagione 2020-21, ma col Mougins.
Nel campionato 2021-22 gioca nuovamente nella serie cadetta francese, con il Quimper, poi nel campionato seguente torna in forza al Sens, ancora in Élite.